# Zeugites americana
Zeugites americana là một loài thực vật có hoa trong họ Hòa thảo. Loài này được Willd. miêu tả khoa học đầu tiên năm 1805.